# Borubatu (Euquisi)
Borubatu ist eine Aldeia im Osten von Osttimor. Sie bildet zwischen den Aldeias Vaniria im Süden und Baliu im Norden den Mittelteil des Sucos Euquisi (Verwaltungsamt Lautém, Gemeinde Lautém) und liegt zwischen den Flüssen Dasidara (Laivai) im Westen und Buiguira im Osten. Westlich befindet sich die Aldeia Titilari (Suco Ililai) und östlich die Aldeias Samaira, Sagueli und Anarua (alle drei zum Suco Daudere).

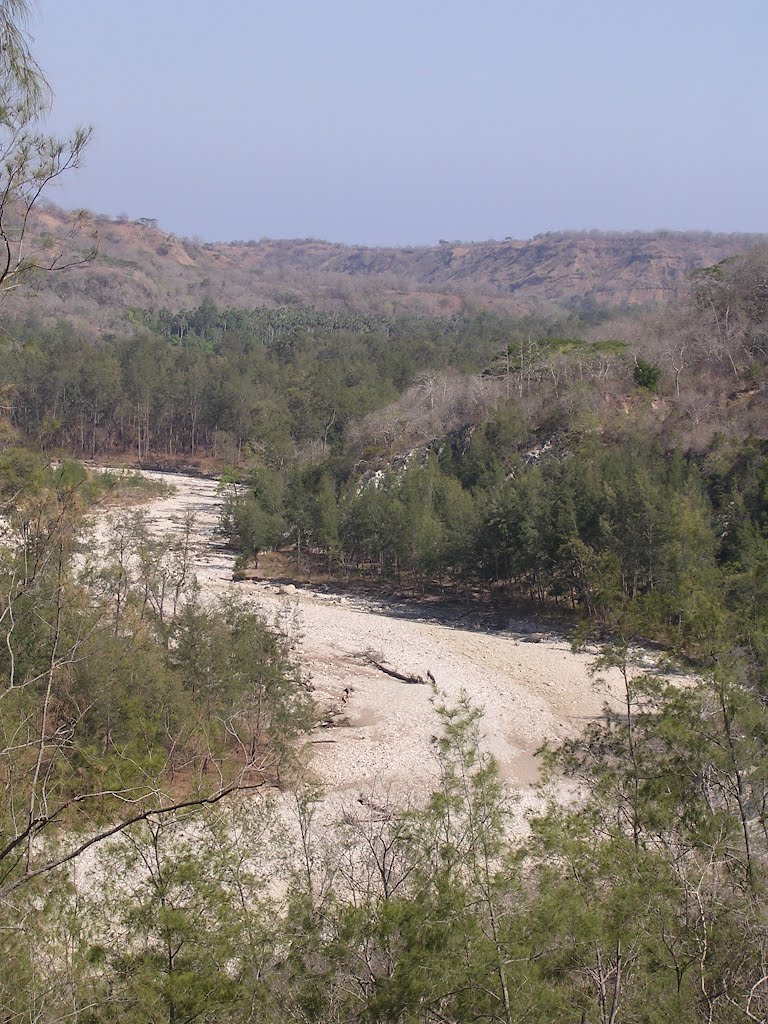
Am Flusslauf des Daudere

In der Aldeia Borubatu leben 218 Menschen (2015). Die meisten Häuser der Aldeia gruppieren sich entlang einer Straße, die von Nord nach Süd die Aldeia durchquert und am Lauf des Dasidaras.
Außer dem Sitz der Aldeia gibt es keine öffentlichen Einrichtungen in Borubatu. Die nächstgelegene Grundschule liegt in der Aldeia Vaniria.